# Miss Nicaragua 2015
Miss Nicaragua 2015, 33e élection de Miss Nicaragua, s'est déroulée le 7 mars 2015 au Théâtre national Rubén Dario de Managua. L'émission a été diffusé en direct sur VosTV et Televicentro. 
La gagnante, Daniela Torres, succède à Marline Barberena, Miss Nicaragua 2014.

## Classement final
| Titre               | Candidates |
| ------------------- | --- |
| Miss Nicaragua 2015 | - Centre Managua - Daniela Torres |
| 1re dauphine        | - Nord Managua - Yaoska Ruiz |
| 2e dauphine         | - Granada - Ruth Angélica Martínez |
| 3e dauphine         | - Sud Managua - Gabriela Calero |
| 4e dauphine         | - Ciudad Darío - Lisseth Balmaceda |
| 5e dauphine         | - Estelí - Yuliset Sotelo |
| Top 8               | - Bluefields - Catherine Koldergaard - Chichigalpa - Gabriela Sánchez - Chinandega - Amy Romero - Jinotepe - Diana López - La Libertad - Karen Villalobos - Matagalpa - Karen Salgado |

## Candidates
| Département    | Nom                            | Âge        | Études                                    |        |                                      |
| -------------- | ------------------------------ | ---------- | ----------------------------------------- | ------ | ------------------------------------ |
| Département    | Nom                            | Bluefields | Catherine Koldergaard                     | 22 ans | Conception et communication visuelle |
| Centre Managua | Daniela Luviana Torres Bonilla | 25 ans     | Licence en administration touristique     |        |                                      |
| Chichigalpa    | Gabriela Sánchez               | 19 ans     | Ingénierie industrielle                   |        |                                      |
| Chinandega     | Amy Romero                     | 22 ans     | Administration d'entreprises              |        |                                      |
| Ciudad Darío   | Liseth Balmaceda Lanuza        | 24 ans     | Licence en relations internationales      |        |                                      |
| Estelí         | Yuliset Sotelo                 | 22 ans     | Licence en administration des entreprises |        |                                      |
| Granada        | Ruth Angélica Martínez         | 26 ans     | Licence en relations internationales      |        |                                      |
| Jinotepe       | Diana López                    | 22 ans     | Diplomatie et relations internationales   |        |                                      |
| La Libertad    | Karen Villalobos McField       | 25 ans     | Licence en journalisme                    |        |                                      |
| Matagalpa      | Karen Salgado                  | 26 ans     | Comptabilité                              |        |                                      |
| Nord Managua   | Yaoska Ruiz                    | 19 ans     | Diplomatie et relations internationales   |        |                                      |
| Sud Managua    | Gabriela Calero                | 22 ans     | Marketing et publicité                    |        |                                      |

## Observations